# Poria weraroensis
Poria weraroensis är en svampart som beskrevs av G. Cunn. 1947. Poria weraroensis ingår i släktet Poria och familjen Polyporaceae.   Inga underarter finns listade i Catalogue of Life.